# Toxophora emelijanovi
Toxophora emelijanovi är en tvåvingeart som beskrevs av Zaitzev 1980. Toxophora emelijanovi ingår i släktet Toxophora och familjen svävflugor.
Artens utbredningsområde är Mongoliet. Inga underarter finns listade i Catalogue of Life.